# Abajo Peak
Abajo Peak je nejvyšší hora pohoří Abajo Mountains ve státě Utah ve Spojených státech amerických. Její vrchol dosahuje výšky 3 465 m n. m. Vrchol se nachází 11 km jihozápadně od města Monticello a 48 km západně od hranic s Coloradem.